# Between the Bars
 Between the Bars ist ein Song des US-amerikanischen Singer-Songwriters Elliott Smith. Er erschien 1997 auf Either/Or, Smiths drittem Album, und war Teil des Soundtracks des Filmdramas Good Will Hunting. Für diesen Film nahm Smith gemeinsam mit Komponist Danny Elfman auch eine orchestergestützte Fassung von Between the Bars auf. Diese ist mit einer Laufzeit von 1 min 09 s etwa halb so lang wie die Originalversion. Des Weiteren wurde Between the Bars im Soundtrack der Tragikomödie Love Stories aus dem Jahr 2012 verwendet und inhaltlich im Jahr 2015 in der Folge 2x07 der Animationsserie Rick and Morty aufgegriffen.
Das ruhige Between the Bars kann als ein ungewöhnliches Liebeslied eingeordnet werden. Scheinbar geht es um eine romantische Beziehung zu einer Person „between the bars“, also „zwischen den Gitterstäben“, „hinter Gittern“. Mehrheitlich wird der Song jedoch als Geschichte über einen Trinker verstanden, der „zwischen den Theken“ (“between the bars”) gefangen ist und sein verpfuschtes Leben bedauert. Der Alkohol diene dem Protagonisten dazu, die Enttäuschung über sich selbst zu bewältigen. Für diese Interpretation spricht, dass Elliott Smith unter chronischen Depressionen litt und alkoholkrank war.
Nach Smiths überraschendem Tod im Jahr 2003 entstanden eine Vielzahl von Coverversionen: Die US-amerikanische Jazzsängerin Madeleine Peyroux nahm den Song für ihr 2004 erschienenes Album Careless Love auf. Between the Bars wurde außerdem von der kanadischen Rockband Metric, dem US-amerikanischen Singer-Songwriter Chris Garneau, der dänischen Popsängerin Agnes Obel, dem Country-Folk-Duo The Civil Wars, Texas-Sängerin Sharleen Spiteri und dem australischen Sänger und Gitarristen Scott Matthew gecovert.
In einem Interview erklärte die Künstlerin Madonna, Between the Bars sei ein Lied, das sie gern selbst geschrieben hätte.
2013 interpretierte sie das Lied bei einem Auftritt in der Gagosian Gallery in New York.
Das Internet-Musikmagazin Plattentests.de bezeichnete Between the Bars als einen der „größten Songs aller Zeiten“.

## Auszeichnungen für Musikverkäufe
| Land/Region                  | Auszeichnungen für Musikverkäufe (Land/Region, Auszeichnung, Verkäufe) | Verkäufe |
| ---------------------------- | ---------------------------------------------------------------------- | -------- |
| Vereinigtes Königreich (BPI) | Silber                                                                 | 200.000  |
| Insgesamt                    | 1× Silber ·                                                            | 200.000  |